# Obchodní dům Prior (Hradec Králové)
Obchodní dům Tesco[zdroj?] (dříve Prior) je objekt na Pražském Předměstí v Hradci Králové, který byl postaven v letech 1978 až 1981 jako obchodní dům a svému účelu slouží dál, byť po rekonstrukci byl sloučen s OC Atrium.
Obchodní dům urbanisticky navázal na dříve postavený obchodní módní dům DON, kvůli nimž muselo být zbouráno 45 historických budov.

## Historie
V roce 1975 byla uzavřena smlouva mezí Generálním ředitelstvím OD Prior Bratislava a Městským národním výborem v Hradci Králové. Ústředním investorem se stalo ministerstvo obchodu ČSR, přímým investorem bratislavský Prior. S přípravou výstavby obchodního domu, parkoviště a Domu služeb bylo započato v roce 1977, přičemž období let 1975–1976 bylo ve znamení rozsáhlých demoličních prací, po nichž následovala výstavba trafostanice, parovodu a kanalizace. Materiál na stavbu obchodního domu byl uskladněn v bývalé Společné cihelně ve Svobodných Dvorech. Vedoucím výstavby se stal Jiří Dostál. Stavět se začalo v dubnu 1978 a montáž skeletu byla zahájena podle harmonogramu. V roce 1980 bylo dokončeno 10 dní před stanoveným termínem obložení fasády Prioru a následovala stejná práce na Domu služeb.
Obchodní dům Prior byl otevřen 29. dubna 1981 za účasti člena ÚV KSČ a vedoucího tajemníka KV KSČ Františka Tesaře, postavený nákladem 115 milionů korun a stal se se svými 7200 m² prodejní a více než 9000 m² užitkové plochy 4. největším obchodním domem v tehdejší ČSSR, v němž pracovalo na 500 zaměstnanců a do tajů obchodního řemesla zde bylo zasvěcováno 150 učňů. První ředitelkou se stala Ing. Ivana Hlavičková. Za rok 1983 navštívilo královéhradecký a pardubický Prior přes 8 milionů zákazníků, v následujícím roce k tomu přibyl další milion. Přesto mnozí ze zákazníků odcházeli nespokojeni, neboť si stěžovali zejména na jednání a nezájem prodavaček.[zdroj⁠?!]
Úpravy terénu okolo OD Atrium se prováděly ve dvou samostatných akcích – etážové stání vozů OD Atrium a úprava terénu okolo OD Atrium. 18. srpna 1982 bylo otevřeno parkoviště u obchodního domu, kam byl vjezd z Leninovy třídy Leteckou ulicí kolem módního domu Don. Celé terénní úpravy prováděné n. p. Silnice, závod Hradec Králové - Slezské Předměstí a byly dokončeny roku 1983.
Mezi roky 1981 až 1988 fungoval jako Prior obchodní dům, Pardubice, závod Hradec Králové, resp. Atrium, Východočeské obchodní domy Pardubice, závod Hradec Králové a v letech 1988–1993 jako samostatný státní podnik Prior obchodní dům s. p. Hradec Králové. V srpnu 1988 byl zahájen provoz kavárny a zároveň denního baru. V lednu 1990 začalo promítání na videostěně obchodního domu periodického zpravodajství MNV v Hradci Králové Video-Puls. Videostěna sem byla umístěná podnikem Merkur v roce 1987.
Poté budova několikrát změnila svého majitele. V roce 1992 koupila Prior americká společnost K-Mart a v roce 1998 se stala jeho majitelem britská firma Tesco Stores ČR a. s. Objekt stále slouží jako obchodní dům i když se změnilo funkční využití jednotlivých podlaží. Také došlo na řadu úprav objektu, např. v roce 1995 byla provedena rekonstrukce vytápění a rozvodů chladu a roku 2011 došlo na rekonstrukci prodejních ploch, zázemí a exteriérů.
V únoru 2019 ukončil prodej OD Tesco. Následně byla stavba v rekonstrukci, po které se měla v listopadu téhož roku otevřít jako OC Atrium 2. Termín poté změněn na duben 2020 a následně ještě mnohokrát. Objekt s nedokončenými interiéry byl nakonec otevřen v říjnu 2020.

## Popis původního rozložení
V 1. podlaží si mohli zákazníci vybírat z nabídky drogistického zboží, kuchyňských potřeb, skla a porcelánu, textilní galanterie, hraček a kočárků, kusového textilu a dalšího příbuzného sortimentu. Prodej byl řešen moderní formou, etážovou samoobsluhou, která byla svým rozsahem 3000 m² ojedinělá nejen v Priorech, ale v celém tehdejším obchodě v Československu. O patro výše byly oddělení nábytku, pánských, dámských a dětských oděvů, metrového textilu, sportovních potřeb, ale také zboží elektro, odd. mladé módy atd. Ve 3. poschodí pak sklady, jídelna zaměstnanců a samoobslužná restaurace. Samostatnou prodejní jednotkou byla prodejna potravin, do které byl přístup přímo z ulice (o čemž si nynější prodejna Tesco může nechat jen zdát) a rovněž z etážové samoobsluhy s průmyslovým zbožím. Vlastní vstup do obchodního domu byl vybaven tepelnou vzduchovou clonou a všechny prodejní prostory byly klimatizovány.